# Charles Dombre
Pour les articles homonymes, voir Dombre.
Charles Célestin Dombre (1814-1887) est un polytechnicien ingénieur des Ponts et Chaussées français, qui exerça dans le domaine des Chemins de fer. 
Issu d'une importante famille protestante du Gard, fils de David Dombre, il participa au désenclavement du département du Gard. 

## Biographie
Charles Célestin Dombre nait le 11 avril 1814 à Nîmes. Il intègre l'école Polytechnique (Promotion X1834) puis l'École des Ponts et Chaussées.
Il devint l'ingénieur en chef de la Compagnie du chemin de fer de Lyon à la Méditerranée puis de la Compagnie du chemin de fer Paris-Lyon-Méditerranée (PLM) et un proche collaborateur d'Adrien Ruelle et de Paulin Talabot créateur de la compagnie.
Il fut le concepteur et le créateur de nombreuses lignes de chemins de fer telle que celle des Cévennes et d'ouvrages d'art de cette ligne, comme le viaduc de Chamborigaud en forme de fer à cheval, d’une longueur totale de 384 m (39 arches) et de 46 m de hauteur, permettant de franchir la vallée du Luech ou encore du viaduc de l'Altier à Villefort d'une longueur de 257 m (11 arches de 16 m d'ouverture) et d'une hauteur de 72 m. Il réalisa également de nombreux ponts sur le Rhône et la Loire.
Charles Dombre a élaboré plus de 1 000 km de chemins de fer depuis les bords de la Loire et de l'Allier jusqu'au rivage de la Méditerranée.
En 1869, il est élu à l'Académie du Gard (devenue en 1878 l'Académie de Nîmes).
Il meurt à Nîmes le 26 décembre 1887 à 73 ans.

## Réalisations
- Viaduc de Chamborigaud, viaduc de l'Altier...

## Famille
- Son père David Dombre (1772-1859) fut un notable protestant gardois, qui participa à la bagarre de Nimes.
- Son frère Charles Léon Dombre (1804-1886) fut un ingénieur hydraulicien ayant dirigé l'exploration du Pont du Gard et de l'ensemble de l'aqueduc romain en 1846
- Son neveu est l'ingénieur et homme politique Antoine Paul Dombre (1834-1899).